# Bewijs van burgertrouw
Een bewijs van burgertrouw (ook: getuigschrift van burgerdeugd of certificaat van civisme) is een document dat in België door de burgemeester of de politiecommissaris wordt uitgereikt en dat gold als getuigenis van het feit dat de houder ervan tijdens de bezetting van 1940-1944 geen pro-Duitse houding heeft aangenomen.
Het initiatief voor de invoering van het bewijs van burgertrouw lag duidelijk bij de centrale overheid. Met het bewijs van burgerdeugd wou de regering er zeker van zijn dat na de oorlog enkel nog personen met een vaderlandslievende houding in aanmerking kwamen voor een staatsbetrekking. In een omzendbrief van 16 oktober 1944 legde eerste minister Hubert Pierlot in vage bewoordingen de categorieën vast in welke gevallen een aflevering van het bewijs van burgertrouw kon geweigerd worden. Dat was het geval indien de aanvrager een uniform droeg van het Duitse leger of van een eraan verbonden dienst of van een politieke organisatie. Ook wie landgenoten had verklikt of samengewerkt had met de vijand of wie tijdens de bezetting werkzaam was in een Duitse instelling kon een getuigschrift geweigerd worden. Reeds in oktober 1944 werden de eerste bewijzen van burgertrouw afgeleverd. Vanaf eind september 1944 had ook al het ministerie van Openbare Werken het voorleggen van het bewijs van burgertrouw vereist bij openbare aanbestedingen.
Al snel is ook het bewijs van burgertrouw een vereiste in de privésector. Voor veel werkgevers is het bezitten van een bewijs van burgertrouw een vereiste om aangeworven te worden. Wie niet in het bezit is van dit getuigschrift, ziet dus zijn kansen op de arbeidsmarkt verminderd worden. 
Er duiken al snel klachten op omdat niet elke burgemeester het gedrag van de aanvrager tijdens de bezetting kan of wil beoordelen. Sommige klachten gaan over vermeend favoritisme bij de aflevering of het weigeren van het bewijs. Pas een jaar na de bevrijding, in september 1945, vaardigde de minister van Binnenlandse Zaken de eerste officiële verleningsregels uit, vanaf juni 1946 is er een beroep mogelijk tegen de weigering van een aflevering van een bewijs. Van dan af bestaan er immers Beroepscommissies inzake bewijzen van burgertrouw. Die worden op het niveau van de provincies ingericht. In deze provinciale beroepscommissies inzake Burgertrouw zetelen twee arrondissementscommissarissen en een door de minister van Binnenlandse Zaken aangeduid lid van het verzet. Vanaf 1946 moet ook een motivatie gegeven worden bij een weigering van een bewijs van burgertrouw.
Vanaf 1947 zijn het alleen de politiediensten die nog bewijzen van burgertrouw afleveren omdat het dan samenvalt met het bewijs van goed gedrag en zeden. Op het einde van de jaren 1950 raakt het bewijs van burgertrouw in onbruik. 